# Triclema lydia
Triclema lydia är en fjärilsart som beskrevs av Gustaaf Hulstaert 1924. Triclema lydia ingår i släktet Triclema och familjen juvelvingar. Inga underarter finns listade i Catalogue of Life.